# États de Zélande

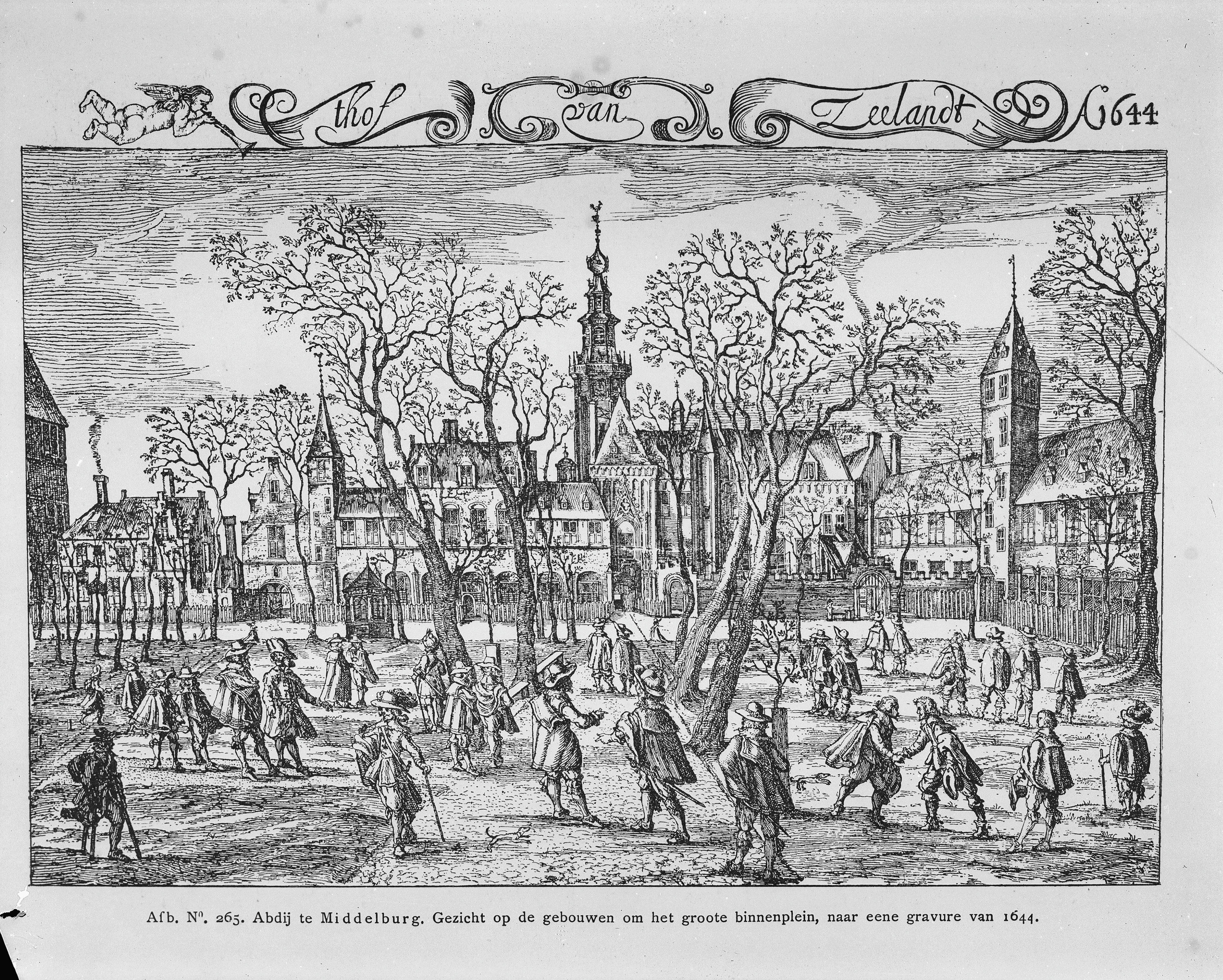
l´Abbaye de la Notre-Dame à Middelburg en 1644.

Les États de Zélande est le nom d'un corps représentatif et/ou législatif des villes, de la noblesse ainsi que des communautés rurales zélandaises jusqu'en 1795, année où les Français envahissent les Provinces-Unies (actuels Pays-Bas). Moins populeuse que sa voisine, la Hollande, la Zélande partage néanmoins avec cette dernière des intérêts maritimes et coloniaux que les autres provinces intérieures ne possèdent pas. Ces caractéristiques, ainsi que la longue histoire unissant les deux provinces feront en sorte que la Zélande eut aussi bien tendance à se rapprocher des positions prônées par son imposante consœur septentrionale que de s'en éloigner lorsque leurs intérêts coloniaux et politiques divergeaient.

## Histoire
Après le départ du comte de Leicester, la Hollande en vient à prendre en charge la destinée de la nouvelle nation en révolte ouverte contre la couronne espagnole, et ce jusqu'au coup d'État de Maurice de Nassau et l'exécution de Johan van Oldenbarnevelt. Trop divisées, les autres provinces ne peuvent monter une opposition concertée contre la prépondérante Hollande. Selon les dispositions du moment, les États généraux étaient utilisés comme un outil de l'hégémonie des États de Hollande sur les autres assemblées représentatives provinciales.

## Constitution
Les pouvoirs réels détenus par les États de Zélande évoluent grandement avec le temps. Depuis l'annexion du comté de Hollande, auquel la Zélande était rattachée, du temps du Pays-Bas bourguignons jusqu'à la scission de la guerre de Quatre-Vingts Ans avec les Pays-Bas méridionaux, les États de Zélande en viennent à devenir théoriquement le dépositaire unique de la souveraineté sur ses territoires.

### Pays-Bas espagnols
Sous l’administration des Habsbourg, les États de Zélande n’ont qu’un rôle de second ordre, voire consultatif pour Bruxelles ; le Hof de Zélande conservant parallèlement un rôle partiellement plus décisif.

### La République
Avec la révolte en cours, et plus particulièrement entre 1572 et 1576, Guillaume d'Orange-Nassau et les États assument de façon conjointe les charges administratives et militaires de la nouvelle nation même si, constitutionnellement, les États demeurent dépositaires de la souveraineté zélandaise.
Le vote adjugé à l'assemblée de la noblesse (ridderschap) est exclusivement remplacé dans cette province, par celui du Premier noble, c'est-à-dire le plus grand possesseur terrien de Zélande. Ce rôle est tenu tout au long de l'histoire des Provinces-Unies par la tête de la maison d'Orange-Nassau. Pour sa part, le vote réservé au clergé est aboli.
Si auparavant, les États ne peuvent s’assembler sans être convoqués, après 1572, rares sont les années où les États ne siègent pas au moins deux cents jours. Aux cinq villes initiales, (Middelbourg, Goes, Tholen, Zierikzee, Reimerswaal se rajoute Flessingue. De plus, Veere, bastion de la révolte, remplace Reimerswaal après la reconquête de Middelbourg en 1574, conservant ainsi le total des voix à sept au sein de l'assemblée provinciale. Finalement, le vote de l'abbé de Middelbourg est récusé.
Les États de Zélande sont le seul corps législatif provincial à abolir le vote de la noblesse durant la première période sans stathouder (équivalent du maire) (1650-1672). La faction dominante durant la période clef est celle d'Hendrick Thibault. L'ascendance des républicains à la tête des États et le statut infantile de Guillaume III d'Orange-Nassau permet aux régents de refuser à la Maison d'Orange le vote qu'elle détenait jusqu'alors. La ridderschap (Assemblée de nobles de la province) demande alors qu'on lui rende son vote perdu au profit du Premier noble (famille d'Orange-Nassau) depuis les rébellions, mais en vain; les États de Zélande ne sont gouvernés que par les délégations municipales jusqu'à l'accession de Guillaume III d'Orange-Nassau au stathoudérat en 1672 pendant la Guerre de Hollande.